# Daisuke Kosugi
Daisuke Kosugi, né en 1984 à Tokyo, est un vidéaste contemporain norvégien d'origine japonaise actif depuis 2016.

## Biographie
Né à Tokyo, d'un père ingénieur architecte, il a étudié le droit au Japon avant d'arriver en Norvège en 2008. Diplômé de l'Académie des Beaux-arts d'Oslo, il a abandonné la nationalité japonaise pour devenir citoyen norvégien en 2014. Il a participé en 2016 à la Biennale de Gwangju en Corée du Sud,.
En France, il a été exposé au Centre Pompidou et au Musée du Jeu de Paume à Paris.

## Œuvres notoires
- The Lost Dreams of Naoki Hayakawa, vidéo, 2016 (25 min) — avec Ane Hjort Guttu (no)[5].
- Meeting Uncle Yuji, vidéo, 2018 (40 min)
- Une fausse pesanteur, vidéo, 2019 (48 min)